# Wrestling Dontaku (2019)
Wrestling Dontaku 2019 fue la decimosexta edición de Wrestling Dontaku, un evento pago por visión de lucha libre profesional producido por New Japan Pro-Wrestling (NJPW). Tuvo lugar el 3 y 4 de mayo de 2019 desde el Fukuoka Kokusai Center en Fukuoka, Japón.
Esta fue la decimoprimera edición consecutiva del evento en ser realizada en el Fukuoka Kokusai Center, y la decimosexta en realizarse en la ciudad de Fukuoka, Japón.

## Antecedentes
El 6 de abril de 2019 en el evento de G1 Supercard, Kazuchika Okada vence a Jay White coronándose como campeón por quinta ocasión. Durante la gira de Road to Wrestling Dontaku, Okada se ha enfrentado en equipos contra Los Ingobernables de Japón en donde Okada retó a Sanada. El 8 de abril, se hizo oficial al una semana después por el Campeonato Peso Pesado de la IWGP.
El 6 de abril de 2019 en el evento de G1 Supercard, Dragon Lee vence a Taiji Ishimori y a Bandido coronándose como Campeón Peso Pesado Junior de la IWGP por primera ocasión y se convirtió el tercer mexicano en ganar el título (después de Juventud Guerrera y Místico). El 8 de abril, se pactó una revancha entre Lee e Ishimori por el título.

## Resultados

### Día 1: 3 de mayo
En paréntesis se indica el tiempo de cada combate:
- Ren Narita, Shota Umino y Tomoaki Honma derrotaron a Yuya Uemura, Yota Tsuji y Toa Henare (10:46).
  - Narita cubrió a Uemura después de un «Front Suplex Hold».
- Suzuki-gun (Taka Michinoku, El Desperado, Yoshinobu Kanemaru & Minoru Suzuki) derrotaron a Ryusuke Taguchi, Tiger Mask IV, Jushin Thunder Liger y Yoshi-Hashi (9:57).
  - Michinoku cubrió a Mask después de un «Michinoku Driver».
- Chaos (Will Ospreay & Toru Yano) y Togi Makabe derrotaron a Bullet Club (Tama Tonga, Tanga Loa & Hikuleo) (7:25). 
  - Ospreay cubrió a Hikuleo después de un «OsCutter».
- Roppongi 3K (Sho & Yoh) y Kota Ibushi derrotaron a Los Ingobernables de Japón (Shingo Takagi, Bushi & Tetsuya Naito) (11:31).
  - Ibushi cubrió a Bushi después de un «Kamigoye».
- Chaos (Hirooki Goto & Mikey Nicholls) y Juice Robinson derrotaron a Bullet Club (Chase Owens, Bad Luck Fale & Jay White) (11:23).
  - Robinson cubrió a Owens después de un «Pulp Friction».
- Los Ingobernables de Japón (Evil & Sanada) derrotaron a Chaos (Tomohiro Ishii & Kazuchika Okada) (16:52).
  - El árbitro detuvo el combate después de que Evil dejara inconsciente a Ishii con un «Scorpion Deathlock».
- Taichi derrotó a Jeff Cobb y ganó el Campeonato de Peso Abierto NEVER (17:50).
  - Taichi cubrió a Cobb después de un «Black Mephisto».
  - Después de la lucha, el stable Suzuki-gun festejaron junto con Taichi.
  - El Campeonato Mundial Televisivo de ROH de Cobb no estuvo en juego.
- Dragon Lee derrotó a Taiji Ishimori y retuvo el Campeonato Peso Pesado Junior de la IWGP (25:53).
  - Lee cubrió a Ishimori después de un «Desnucadora».

### Día 2: 4 de mayo
En paréntesis se indica el tiempo de cada combate:
- Ren Narita y Shota Umino  derrotaron a Yuya Uemura y Yota Tsuji (7:36).
  - Umito cubrió a Tsuji después de un «Fisherman's Suplex».
- Suzuki-gun (Taka Michinoku, El Desperado, Yoshinobu Kanemaru, Minoru Suzuki & Taichi) derrotaron a Ryusuke Taguchi, Tiger Mask IV, Toa Henare, Yoshi-Hashi y Jeff Cobb (11:16).
  - Taichi cubrió a Henare después de un «Tensho Jujihyo».
- Jushin Thunder Liger, Toru Yano y Togi Makabe derrotaron a Bullet Club (Jado, Tama Tonga & Tanga Loa) (7:40).
  - Yano cubrió a Jado después de un «School Boy».
- Tomoaki Honma, Mikey Nicholls, Juice Robinson y Hirooki Goto derrotaron a Bullet Club (Hikuleo, Chase Owens, Bad Luck Fale & Jay White) (11:57).
  - Robinson cubrió a Hikuleo después de un «Pulp Friction».
- Bullet Club (El Phantasmo & Taiji Ishimori) derrotaron a Will Ospreay y Dragon Lee (9:58). 
  - Phantasmo cubrió a Ospreay después de un «Modified Face-buster».
  - Este fue el debut de El Phantasmo como miembro del Bullet Club.
- Los Ingobernables de Japón (Shingo Takagi, Bushi & Tetsuya Naito) derrotaron a Roppongi 3K (Sho & Yoh) y Kota Ibushi (13:47).
  - Naito cubrió a Yoh después de un «Destino».
  - Después de la lucha, Naito retó a Ibushi por el Campeonato Intercontinental de la IWGP.
- Tomohiro Ishii derrotó a Evil (23:08).
  - Ishii cubrió a Evil después de un «Brainbuster».
- Kazuchika Okada derrotó a Sanada y retuvo el Campeonato Peso Pesado de la IWGP (38:03).
  - Okada cubrió a Sanada después de un «Rainmaker».
  - Después de la lucha, Chris Jericho retó a Okada por el Campeonato Peso Pesado de la IWGP con un vídeo en la pantalla gigante.